# Jan od Jenštejna
Jan od Jenštejna (? 27. prosinca 1347. – 1350., (vjerojatnije 1350.) – Rim, 17. lipnja 1400.) bio je 3. praški nadbiskup, dresden-meinsenski biskup te tajnik i savjetnik bohemskog kralja Vaclava IV.

## Životopis

### Obrazovanje
Jan je došao iz bogatih plemićkih gospodarskih obitelji Vlašimića i Jenštejna, koji su pripadali obrazovanoj aristokraciji koja je uživala visoke poslove u državnim službama. Njegov otac, Pavao od Vlašima i Jenštejna, služio je kao kraljevski bilježnik (notar), dok je njegov stric Jan Očko od Vlašima bio 2. praški nadbiskup i nosio titulu prvog češkog (bohemskog) kardinala. Budući da je otac od njega očekivao rad u državnoj službi, omogućio mu je kvalitetno i opsežno obrazovanje. Najprije je studirao u Středyu, ali se ubrzo prebacuje u Prag, iz kojeg odlazi na studij teologije u Bologni i Padovi. Nakon položenog studija i stečene diplome pohađao je nakratko na Sveučilištu u Montpellieru, no ubrzo se seli u Pariz, gdje mu je ponuđen posao profesora na sveučilište Sorbonne. Iako je jedno vrijeme radio kao profesor, nije odbio poziv koji je došao iz Praga, te se ubrzo vratio u domovinu.

### Karijera do 1380.
U Prag, se točnije, vratio 1373. godine,  kao priznati stručnjak na području kanonskog prava. U to vrijeme, Karlo IV., kao prijatelj Vaclava IV. imenuje ga kraljevskim kancelarom i savjetnikom. No, njegova pravaa politička karijera započela je u 1375. kada je imenovan biskupom Meissena. Pokazavši se dobrim biskupom, 19. ožujka 1379. papa Urban VI. ga proglašava nadbiskupom Praške nadbiskupije, a iste godine je imenovan i savjetnikom kralja Vjeneceslava IV. čime je postaje jednim od najbližih kraljevih suradnika.
1380. područje Češke zahvatilo je snažni val epidemije kuge. Iako je Jan z Jenštejna preživio prvu epidemiju, tijekom sljedećeg naleta bolesti dobio je infekciju, no kako je tada riječ "kuga" označavala dugi niz različitih bolesti, ne može se točno utvrditi je li on stvarno patio od te bolesti ili je uzrok njegova oboljenja bio neki drugi. Prema nekim izvorima, moguće je da se u njega javio jedan oblik epilepsije koja izaziva upale u mozgu, koje su možda objašnjenje za različite vizije koje je iznenadno dobivao u vrijeme oboljenja. Bolest je svakako uzrokovala veliku promjenu osobnosti, što je kasnije ostavilo traga odnosno utjecalo na njegove vjerske poglede i stavove, u kojima je njegova sekularna orijentacija bila popraćena asketskim idejama.

### Vjerska uvjerenja
Za njega se vrlo značajan pomak u vjerskim mišljenjima dogodio poslije 1380. godine. Prije je među nositeljima viših crkvenih titula (biskupi, nadbiskupi, kardinali) vladalo mišljenje da osim duhovne brige za svoj narod, imaju pravo i neke ovozemaljske zadatke. Tako je i Jan od Jenštejna vjerovao da ima pravo na odlazak u lov i turnire, proučavanje klasičnih znanosti, slušanje i skladanje klasične glazbe za ples, a uz sve bio je i također vrlo dobar plesač. Nakon što je preživio svoju bolest, njegova osobnost se promijenila i postao je vrlo netolerantan pustinjak koji je spavao na kamenom podu, nosio okove, trenirao samokažnjavanje na što ga je njegov ispovijednik nekoliko puta upozoravao. U toj svojoj promjeni osobnosti prekinuo je sve odnose s Francuskom i usmjerio se isključivao na odnose s Rimom i Svetom stolicom.

## Umjetnička ličnost
Osim što se isticao na političkoj i vjerskoj sceni, Jan od Jenštejna poznat je i po svom zalaganju za popularizacijom umjetnosti ne samo u višim društvenim slojevima, kao što je bilo češko plemstvo, već i promicanjem umjetničkih ideja među građanstvom i običnim pukom. Budući da je velik dio pučanstva živio vrlo skromno i radio teške fizičke poslove samo u svrhu preživljavanja, ubrzo je svoje utočište ipak pronašao među obrazovanim plemstvom s kojim je organizirao i izveo rekonstrukciju nekoliko obližnjih dvoraca, uključujući i dvorac Jenštejna. 
Neki povjesničari smatraju da je svojim životom i djelom kasnije utjecao i na Ivanu Orleansku, a mnoge njegove vjerske vizije objašnjavane su kao ne samo pokazivanje vlastite osobnosti, već i stanje svoga uma. Osim u arhitekturi i restauraciji, okušao se i u pjesništvu i glazbi. Iako je bio glazbeno obrazovan, mnogi smatraju da mnoga njegova glazbena djela nisu nastajala sustavno, već slučajno, kao izričaj tjelesnog i duševnog stanja ili kao nadahnuće iz prirode ili svakodnevnog života. Do 1380. godine uglavnom je skladao glazbu za ples, nakon čega se okreće vjerskoj glazbi. Svoj cjelokupni glazbeni rad objavio je u zbirci  Die Hymnen Johanns von Jenstein, Erzbischofs von Prag Q. M. Drevese, koja je reizdanje doživjela samo jedanput, 1886., i to na njemačkom jeziku.
Njegov književni opus uključuje vjerske i filozofske knjige, traktate i basne:
- Tractatulus de potestate clavium[10]
- Traktat Jana z Jenšteina proti Vojtěchovi Rankovu o odúmrtech[11]
- Epistola ad Iohannem Noviforensem missa
- Libellum de fuga mundi
- De consideratione
- Sermones; Liber dialogorum

## Vanjske poveznice
- (češ.) Pečať Jana z Jenštejna, praškog nadbiskupa (1379. - 1396.), kancelara Václava IV. (1376. – 1384.), 1385.

| Titule u Katoličkoj Crkvi      | Titule u Katoličkoj Crkvi      | Titule u Katoličkoj Crkvi         |
| ------------------------------ | ------------------------------ | --------------------------------- |
| prethodnik Jan Očko od Vlašima | praški nadbiskup 1379. - 1396. | nasljednik Olbram III. ze Škvorce |